# وليام سلون كوفين
وليام سلون كوفين الابن (بالإنجليزية: William Sloane Coffin)‏ (1 يونيو 1924 – 12 أبريل 2006) هو قس مسيحي أمريكي وناشط سلامي لسنوات طويلة. عُين في الكنيسة المشيخية، وحظي لاحقًا بمرتبة كهنوتية في كنيسة المسيح المتحدة. في فترة شبابه، كان وليام رياضيًا وعازف بيانو موهوبًا، وموظفًا لدى وكالة المخابرات المركزية، ثم قسيسًا في جامعة ييل، حيث قاده تأثير الفلسفة الاجتماعية للفيلسوف الأخلاقي هيلموت ريتشارد نيبور إلى أن يصبح رائدًا في حركة الحقوق المدنية وحركات السلام، وذلك في ستينيات القرن العشرين وسبعينياته. كان وليام عضوًا في الجمعية السرية سكل أند بونز. واصل وليام العمل برتبة كبير الكهنة في كنيسة ريفرسايد في مدينة نيويورك، ورئيسًا لمنظمة سين/فريز (تُعرف الآن بحركة السلام)، وهي أكبر منظمة للسلام والعدالة الاجتماعية في البلاد، وقد عارض وليام، على نحو واضح، التدخلات العسكرية الأمريكية في الصراعات، بدءًا من حرب فيتنام وصولًا إلى حرب العراق. كان وليام أيضًا مؤيدًا متحمسًا لحقوق المثليين.

## سيرة حياته

### طفولته
وُلد وليام سلون كوفين الابن لعائلة ثرية في مدينة نيويورك. كان جده الأكبر من جهة الأب، وليام سلون، مهاجرًا اسكتلنديًا وشريكًا في الشركة الناجحة دبليو. آند جاي. سلون. كان عمه هنري سلون كوفين رئيسَ معهد يونيون اللاهوتي، وأحد أشهر القسيسين في الولايات المتحدة. كان والده، وليام سلون كوفين الأب، رئيسًا لمتحف المتروبوليتان للفنون، ومديرًا تنفيذيًا في شركة عائلية.
ترعرعت والدته، كاثرين بترفيلد، في الغرب الأوسط، وقضت في شبابها فترة من الوقت في فرنسا خلال الحرب العالمية الأولى، وذلك في سبيل تقديم الإغاثة للجنود، والتقت بزوجها المستقبلي هناك، حيث كان يمارس أيضًا نشاطات خيرية. نشأ أولادهما الثلاثة وهم يتكلمون الفرنسية بطلاقة بفضل تلقينهم التعليم من مربيتهم، والتحقوا بمدارس خاصة في نيويورك.
كان والد وليام الأب، إدموند كوفين، محاميًا بارزًا، ومطورًا عقاريًا، ومصلحًا يملك شركة استثمار وإدارة عقارية تعمل على ترميم واستئجار مساكن لذوي الدخل المنخفض في نيويورك. بعد موت إدموند سنة 1928، انتقلت الشركة إلى أبنائه وليام وهنري، وكان وليام يدير الشركة. عندما حدثت أزمة الكساد الكبير في عام 1929، سمح وليام للمستأجرين بالبقاء في العقارات سواء كانوا قادرين على دفع الإيجار أو لا، الأمر الذي أدى إلى استنزاف أمواله بسرعة، وفي وقت لم تكن أسهم الشركة العائلية الكبيرة دبليو. آند جاي. سلون تحقق العائد المرجو منها.
تُوفي وليام سلون كوفين الأب في المنزل في عيد ميلاد ابنه الأكبر إدموند الحادي عشر في عام 1933، وذلك إثر نوبة قلبية أصيب بها في أثناء عودته من العمل. بعد ذلك، قررت زوجته كاثرين أن تنتقل بالأسرة إلى مدينة كارميل، كاليفورنيا، حيث تكون الحياة أقل تكلفة وأكثر يسرًا، لكنها لم تتمكن من ذلك إلا بدعم مالي من هنري شقيق زوجها. بعد سنوات قضاها أولاد كوفين الثلاثة في المدارس الخاصة الأكثر تميزًا في مانهاتن، أكملوا تعليمهم في مدارس كارميل العامة، وهناك شعر وليام لأول مرة أن هنالك ظلمًا -يكون أحيانًا كبيرًا جدًا- في العالم.
كرس وليام العازف الموهوب وقتَه للبيانو، وخطَّط أن تكون مهنته عزف البيانو في الحفلات الموسيقية. بناءً على حث عمه هنري (الذي كان لا يزال يساهم في تمويل الأسرة)، ألحقته والدته بأكاديمية ديرفيلد في عام 1938.
في العام التالي (عندما غادر إدموند إلى جامعة ييل)، انتقل وليام مع والدته إلى باريس في سن الخامسة عشرة ليتلقى تعليمًا خاصًا على البيانو، وقد درّسه بعض أفضل معلمي الموسيقى في القرن العشرين، بمن فيهم ناديه بوولنجر. انتقلت العائلة إلى جنيف بسويسرا بعد أن اندلعت الحرب العالمية الثانية في فرنسا سنة 1940، ثم عادت إلى الولايات المتحدة حيث التحق وليام بأكاديمية فيليبس في أندوفر بولاية ماساتشوستس.